# Bang Saphan (huyện)
Bang Saphan hay Bangsaphan (tiếng Thái: บางสะพาน) là một huyện (amphoe) ở phía nam của tỉnh Prachuap Khiri Khan, miền trung Thái Lan.
Sử Việt thế kỷ 19 gọi là Ban Tà Phan.

## Lịch sử
Bang Saphan là một thành phố cổ từ thời vương quốc Ayutthaya. Trong thời vương quốc Thonburi, thành phố này có tên Mueang Kamnoed Nopphakhun. Vua Nangklao (Rama III) của Rattanakosin xếp Kamnoed Nopphakhun là thành phố hạng 4 thuộc Kalahom (Bộ quốc phòng). Vua Chulalongkorn (Rama V) đã hạ cấp thành phố thành huyện Mueang Kamnoed Nopphakhun. Năm 1915, vua Vajiravudh (Rama VI) đã đổi tên huyện bằng cách bỏ chữ Mueang. Sau này vua Thái Lan đã đổi tên huyện thành Bang Saphan.

## Địa lý
Các huyện giáp ranh là: Thap Sakae về phía bắc và Bang Saphan Noi về phía nam. Về phía tây là vùng Tanintharyi của Myanma, về phía đông là vịnh Thái Lan.

## Hành chính
Huyện được chia thành 7 phó huyện (tambon), các đơn vị này lại được chia thành 71 làng (muban). Có 3 thị trấn (thesaban tambon): Kamnoet Nopphakhun nằm trên một phần của tambon Kamnoet Nopphakhun, Ronthong nằm trên một phần tambon Ronthong, còn Ban Krut nằm trên một phần của tambon Thongchai. Có 7 Tổ chức hành chính tambon.
| STT. | Tên                | Tên Thái   | Số làng |  |
| ---- | ------------------ | ---------- | ------- |  |
| 1.   | Kamnoet Nopphakhun | กำเนิดนพคุณ  | 8       |  |
| 2.   | Phong Prasat       | พงศ์ประศาสน์ | 11      |  |
| 3.   | Ron Thong          | ร่อนทอง     | 12      |  |
| 4.   | Thong Chai         | ธงชัย       | 11      |  |
| 5.   | Chai Kasem         | ชัยเกษม     | 12      |  |
| 6.   | Thong Mongkhon     | ทองมงคล    | 10      |  |
| 7.   | Mae Ramphueng      | แม่รำพึง     | 7       |  |